# مات بلانك
مات بلانك (بالإنجليزية: Matt Blank)‏ هو لاعب كرة قاعدة أمريكي، ولد في 5 أبريل 1976 في تيكساركانا في الولايات المتحدة.

## وصلات خارجية
- مات بلانك على موقعبيزبول رفرنس.كوم (الدوري الرئيسي) (الإنجليزية)
- مات بلانك على موقعبيزبول رفرنس.كوم (الدوري الثانوي) (الإنجليزية)
- مات بلانك على موقع مشجعي الرسوم البيانية (الإنجليزية)